# Казоле д'Елса
Казоле д'Елса (итал. Casole d'Elsa) је насеље у Италији у округу Сијена, региону Тоскана.
Према процени из 2011. у насељу је живело 1024 становника. Насеље се налази на надморској висини од 374 м.

## Становништво
| 1936. | 1951. | 1961. | 1971. | 1981. | 1991. | 2001. | 2011. |
| ----- | ----- | ----- | ----- | ----- | ----- | ----- | ----- |
| 5.128 | 5.263 | 4.168 | 3.023 | 2.671 | 2.568 | 2.931 | 3.886 |